# اسکیل ارویک
اسکیل ارویک (انگلیسی: Eskil Ervik؛ زادهٔ ۱۱ ژانویهٔ ۱۹۷۵) اسکیت‌باز سرعت اهل نروژ است.